# Франц Короніні-Кронберг
Франц Короніні-Кронберг (нім. Franz Coronini-Cronberg; *18 листопада 1833 — †25 серпня 1901) — австрійський державний діяч.

## Біографія
Виховувався разом з графом Тааффе і імператором Францем Йосипом, був на військовій службі, потім присвятив себе сільському господарству. У 1871 був обраний в члени Рейхсрату, де приєднався спочатку до лівих, а потім до прогресистів, від яких відокремився в 1878, як прихильник політики Андраші.
У 1879 Короніні був президентом делегації і в тому ж році обраний президентом палати депутатів; різкі нападки його колишніх однодумців змусили його в 1881 покинути цей пост. У 1882 Короніні заснував помірну партію, названу клубом ліберального центру або клубом Короніні (Coronini-Klub). Вибори 1891 зменшили число членів цієї партії до 12.

## Сім'я
Був одружений з Ансельмою Софі, графинею Christalnigg з і Gillitzstein (1 вересня 1832 — 21 жовтня 1919).
Подружжя мало дітей:
- Рудольф Марія Йоханнес Алексіус, граф Короніні фон Кронберг Фрайхер фон Оерберг (24 червня 1860 — 21 квітня 1918)
- Маріанна Ірен Елізабет Філомена Ліберта, графиня Oppersdorff (11 квітня 1871 — 29 липня 1965)
- Анна Марія Софія Александра (14 листопада 1861 — 27 квітня 1862)
- Ансельма (1 серпня 1863)
- Альберто (10 серпня 1864)
- Джізелла (5 листопада 1866 — 5 січня 1868).